# Grupo de Acción Republicana
El Grupo de Acción Republicana —inicialmente denominado Grupo de Acción Política y conocido también simplemente como Acción Republicana— fue una agrupación política española surgida hacia 1925, durante la dictadura de Primo de Rivera. Su ideario consistía básicamente en la intención de sustituir la monarquía de Alfonso XIII por un régimen republicano, manteniendo un gran pluralismo interno en otras materias. Promovió la creación de la Alianza Republicana para unir a las distintas fuerzas de esta tendencia, y apoyó en un plano secundario los distintos pronunciamientos que intentaron acabar con la Dictadura. Tras la caída de Primo de Rivera, participó en los intentos de formar un frente unitario que culminaron en el Pacto de San Sebastián. Después de que la coalición así formada fracasase en su intento de acabar con la monarquía mediante un pronunciamiento militar, participó en la Conjunción Republicano-Socialista, coalición que triunfó en las principales ciudades en las elecciones municipales de abril de 1931 cuyo resultado produjo la proclamación de la Segunda República. Formó parte del primer Gobierno Provisional presidido por Alcalá-Zamora, en el que su representante, el ministro del Ejército Manuel Azaña, se distinguió por promover diversas reformas. Finalmente, a finales de mayo de 1931 se convirtió definitivamente en partido político con el nombre de Acción Republicana.

## Antecedentes: la dictadura
El sistema político de la Restauración tenía graves defectos debido al falseamiento del sufragio, el caciquismo y la intromisión del rey en la lucha política. Sin embargo, mantenía el pluripartidismo y las libertades públicas, y la existencia de elecciones mantenía abierta una cierta posibilidad de regeneración del sistema. Esto cambió con el golpe de Estado perpetrado por el general Primo de Rivera. Al liquidar el sistema parlamentario, impidió cualquier posibilidad de evolución de este; y lo hizo con la anuencia del rey Alfonso XIII.
El republicanismo era un movimiento político débil desde hacía tiempo. Su principal representante, el Partido Republicano Radical de Alejandro Lerroux, tenía una estructura difusa basada en pequeños partidos locales. Sin embargo, la perspicacia política de su líder le permitió darse cuenta de que era necesario emprender una labor de reorganización que permitiera recibir la herencia que la Dictadura iba a dejar al movimiento. Muy distinta fue la reacción del Partido Reformista de Melquíades Álvarez, que no llegó a comprender la trascendencia del cambio político y se limitó a esperar la vuelta de la normalidad constitucional.

## Fundación
El Grupo de Acción Republicana nació en 1925, cuando la dictadura de Primo de Rivera llevaba un año y medio de existencia. Sus primeros impulsores fueron el farmacéutico y catedrático de Biología José Giral y el abogado y catedrático Enrique Martí Jara. Ambos estaban vinculados a la Escuela Nueva, una institución cultural de carácter izquierdista, y habían mantenido en 1924 correspondencia con Miguel de Unamuno. Ya en febrero de ese año le anunciaron al escritor que querían formar una «agrupación, sin dogma, de toda o la más sana parte de la política española». Comenzaron celebrando lo que se denominaban «novenas», es decir, reuniones de un máximo de nueve personas para no incurrir en el delito de reunión ilegal instaurado por la Dictadura. A las citas en la rebotica de Giral incorporó Martí a Manuel Azaña, que había abandonado el Partido Reformista tras el pronunciamiento de Primo de Rivera. A principios de 1925, contaban también con el concurso del escritor Ramón Pérez de Ayala, del penalista Luis Jiménez de Asúa y del médico Teófilo Hernando.

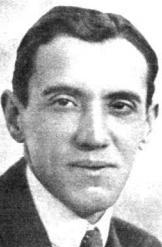
El escritor Ramón Pérez de Ayala se incorporó al Grupo ya en 1925.

En mayo de 1925, el grupo hizo público su manifiesto fundacional, aunque la censura de la Dictadura impidió que fuera publicado y difundido. Había sido redactado por Azaña. El texto expresaba «toda la rabia de nuestro espíritu liberal, sometido a la tiranía, y toda la esperanza de nuestro vigor de españoles, deseosos de redimirse». Hacía un llamamiento a la libertad, que identificaba nítidamente con la República. Su propósito parecía ser el de unir a todos los republicanos, con independencia de que militaran ya o no en alguna otra organización. Sin embargo, también manifestaba el grupo su deseo de ser un «embrión de partido» y hacía un llamamiento a la colaboración de las distintas organizaciones republicanas y proletarias. El texto también defendía la propia identidad del grupo, que no deseaba ser confundido con los desprestigiados partidos republicanos. Aspiraba más bien a tener una autoridad de tipo moral sobre los partidos existentes. No era un partido político y parecía tener la ambición de convertirse en organización suprapartidaria como lo acabaría siendo más tarde la Alianza Republicana. De momento, era perfectamente compatible la pertenencia al grupo con la militancia en un partido político. No obstante, el manifiesto no alcanzó los treinta firmantes.
Aunque algunos sitúan en ese momento la creación del Grupo de Acción Republicana, lo cierto es que solo se le conocía como «el grupo». Poco a poco se le empieza a llamar «grupo de acción política»; y luego, con mayúsculas, «Grupo de Acción Política». Hacia finales de diciembre de 1925, ya se le denomina «Grupo de Acción Republicana». Durante ese año, carece de organización, estatutos o cuotas, y su carácter informal es patente. De hecho, su primera aparición pública puede ser considerada como un fracaso; el manifiesto tuvo pocos firmantes y no fue publicado; y el Grupo de Acción Política no llegó a tener cotizantes, junta directiva ni asamblea representativa. Esa situación se mantendría durante cuatro años. Aunque Azaña tuvo un cierto protagonismo inicial —que fue siempre apoyado por Giral y Martí— pronto perdió entusiasmo.

## La creación de la Alianza Republicana
Aunque el grupo era poco más que una mera tertulia del Ateneo compuesta de profesores y escritores, realizó una labor clave para la unión de las distintas corrientes del republicanismo. Conscientes de su debilidad pero celosos de su independencia, establecieron contacto con el Partido Republicano Radical de Alejandro Lerroux. A pesar del desprestigio de los tradicionales partidos republicanos, el grupo los necesitaba para salir de su aislamiento. Por su parte, a Lerroux también le interesaba el renombre que podía conferirle ese grupo de intelectuales. Giral y Azaña tuvieron que emplearse a fondo para vencer las reticencias de otros miembros del colectivo al trato con los radicales. Con ayuda de Antonio Marsá —miembro del Partido Radical vinculado también a la Escuela Nueva— Giral y Martí organizaron el 11 de febrero de 1926 una celebración conjunta del aniversario de la proclamación de la República que tuvo gran eco en toda España y que supuso el nacimiento de la Alianza Republicana. La junta de esta nueva organización unitaria estuvo formada por Lerroux en representación del Partido Radical, el principal partido del republicanismo aunque no tuviera implantación en todo el territorio; Hilario Ayuso por el Partido Federal, una fuerza política seguidora de la tradición de Pi y Margall bastante dividida; Marcelino Domingo por el Partido Republicano Catalán, una organización que, tras afiliarse fugazmente a la Internacional Comunista en 1920, había quedado muy mermada por la violencia que azotó Barcelona entre la CNT y los Sindicatos Libres; Roberto Castrovido por la prensa republicana, un veterano periodista que había sido diputado en varias legislaturas; y Manuel Azaña, que fue designado en representación del Grupo de Acción Republicana. Giral, Martí Jara y Marsá figuraban como secretarios. El manifiesto de la Alianza, que presentaba un programa moderado, fue firmado por un buen número de intelectuales gracias en buena medida a la labor del grupo de Giral y Jara.

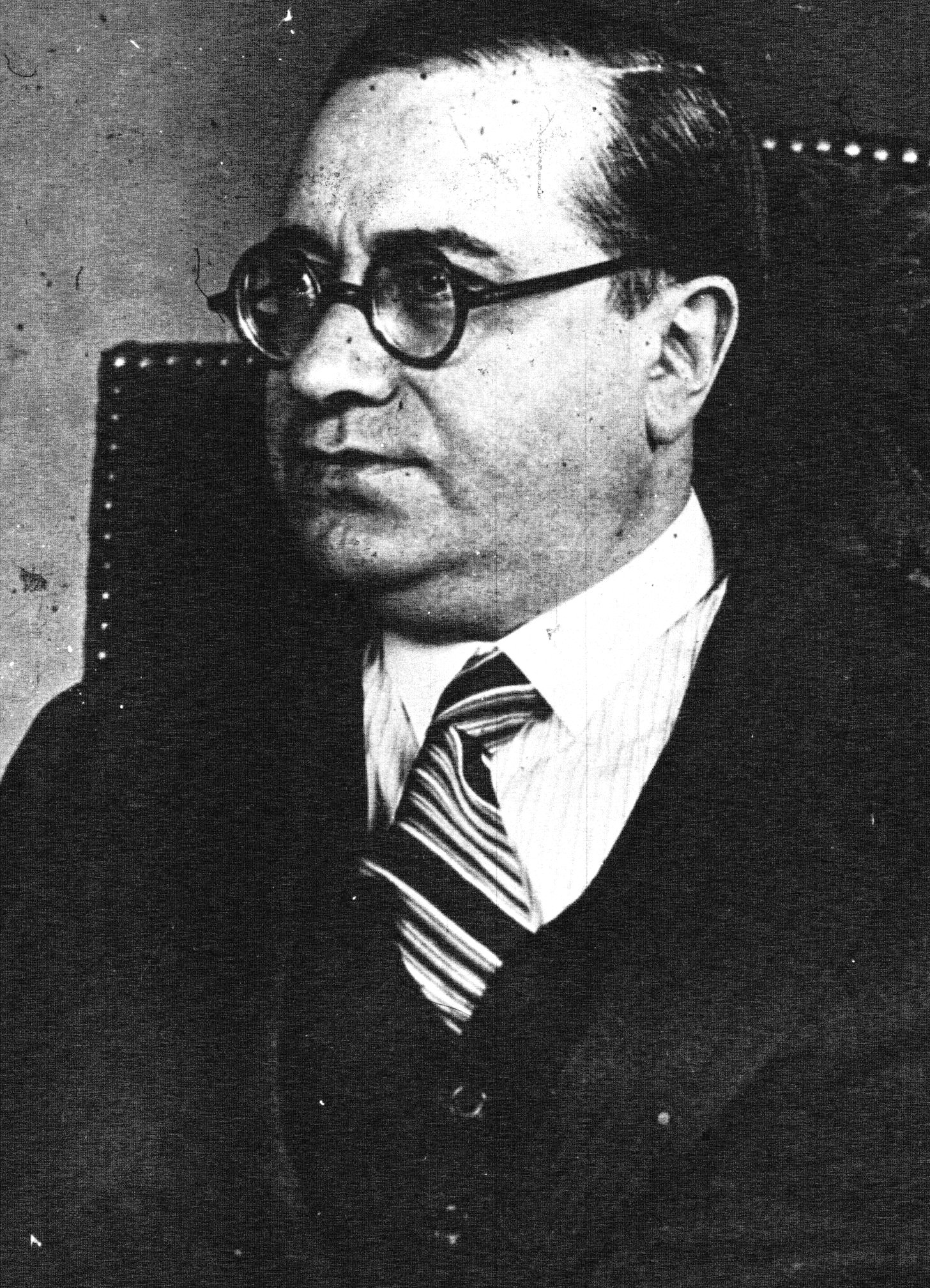
Luis Araquistáin formó parte del Grupo antes de volver a afiliarse al PSOE.

Aunque el comienzo de la Alianza fue alentador y se crearon órganos suyos en numerosas provincias, parece que su actividad en años sucesivos se limitó casi a conmemorar el aniversario de la proclamación de la República. Según diría más tarde el Partido Radical, los intelectuales independientes que se vinculaban a ella quedaban encuadrados de forma genérica en Acción Republicana.
A través de la Alianza Republicana, el grupo apoyó el fallido pronunciamiento monárquico de 24 de junio de 1926 conocido como la Sanjuanada. Dada la debilidad del republicanismo, se consideró conveniente colaborar con sectores monárquicos moderados contrarios a la Dictadura que contarían con mayores apoyos dentro de las fuerzas armadas. Sin embargo, el apoyo de la Alianza al fracasado pronunciamiento de Sánchez-Guerra en 1929 hizo que el sector más izquierdista, encabezado por Marcelino Domingo y Álvaro de Albornoz, se separara del frente común y creara el Partido Radical Socialista (PRRS) como reacción a esa colaboración con sectores monárquicos y al excesivo peso del Partido Radical. También la abandonaron parte del Partido Federal y algunos intelectuales como Gregorio Marañón, Jiménez de Asúa y Pérez de Ayala. El PRRS fue un claro competidor de Acción Republicana al situarse igualmente a la izquierda del Partido Radical, alcanzar un rápido éxito organizativo frente a los inconexos grupos locales de la agrupación de Azaña, disponer de medios de comunicación que le apoyaban y contar sus líderes con mayor popularidad como dirigentes republicanos antiguos.
En diciembre de 1926 se formó la logia masónica  «Dantón», en la que participaron Giral y Martí. Pertenecía al sector de la masonería más «político» y partidario de la lucha contra la Dictadura. Otros miembros del grupo se adscribirían a la masonería de una u otra forma.

## La «dictablanda»

### Revitalización
El 8 de febrero de 1930 se celebró por primera vez una asamblea del grupo de Madrid a la que asistieron más de doscientas personas. En ella, Azaña no solo fue confirmado como representante del grupo en la Junta Nacional de la Alianza Republicana, sino que también fue designado para ocupar la nueva secretaría de Acción Republicana. Se subsanaba así la imposibilidad de elegir representantes debida a las circunstancias políticas de la Dictadura. En esta como en otras ocasiones, y a falta de un órgano representativo de ámbito nacional, el grupo de Madrid actuaba como tal. Tres días después, en un banquete celebrado para conmemorar la República, Azaña pronunció un importante discurso en el que perfiló los principales puntos de su programa político futuro: condena tanto del clericalismo como del militarismo, búsqueda de una fórmula de concordia para todos los pueblos hispánicos, creación de una escuela republicana y reforma social. Tras decir que había que barrer «el infecto clericalismo de Estado» y «la demagogia frailuna que a los liberales moderados de hace un siglo ya les parecía repugnante» expuso su concepción de la república por la que luchaba en una frase que todavía hoy sigue siendo objeto de distintas interpretaciones entre los estudiosos de la época:

La República cobijará sin duda a todos los españoles; a todos les ofrecerá justicia y libertad; pero no será una monarquía sin rey: tendrá que ser una República republicana, pensada por los republicanos, gobernada y dirigida según la voluntad de los republicanos.

La caída del dictador y su sustitución por el general Berenguer revitalizó la actividad del grupo, que hasta entonces había operado solo dentro de la Alianza Republicana. En marzo del mismo año difundió un manifiesto en el que expresaba su objetivo de instaurar la República y de servir para encauzar al republicanismo que no actuaba en los partidos existentes. Al no ser un partido político, el grupo carecía de una organización jerarquizada. 

El Grupo de Acción Republicana funciona mediante un organismo central constituido en Madrid y organismos constituidos en muchas otras ciudades. No tiene presidente, ni menos jefe. Todos sus afiliados son iguales. Cada organismo delega en uno o más de sus miembros cuando se han de tratar en común cuestiones que afectan a todo el Grupo. Lo más urgente es intensificar la propaganda encomendada a cada organismo local, perfeccionar la organización, crearla donde no la hubiese, tener al corriente los censos, activar en lo posible la comunicación de unos organismos con otros. En todas las demás cuestiones de orden político, incluso en lo relativo al problema constitucional de la República que se instaure, el Grupo no formula programa alguno ni pide a sus afiliados una profesión común, ni les estorba que propaguen sus puntos de vista personales dentro o fuera del Grupo, manteniéndose en la afirmación republicana.

 Entre los 140 firmantes, todos del grupo de Madrid, había veintisiete catedráticos, dieciséis abogados, trece médicos, doce farmacéuticos, siete empleados, seis escritores, seis profesores y cinco periodistas. Predominaban, pues, los intelectuales y, entre ellos, los de ciencias sobre los de letras. Varios de ellos, como Azaña, pertenecían al Ateneo de Madrid. Siete de los firmantes eran masones.

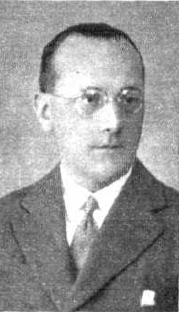
José Giral fue uno de los fundadores del Grupo.

Distinto al discurso de Azaña fue el tono del manifiesto del grupo de Murcia: 

En el Grupo de Acción Republicana de Murcia, caben las más diversas tendencias, con tal de que todas ellas persigan como objetivo común la instauración de la República en España, guardándose entre los afiliados, de modo recíproco, el más exquisito respeto a las convicciones y sentimientos de cada uno, tanto en el orden religioso como en el orden social (…)
Tienen cabida todos los matices del republicanismo, desde los de extrema derecha hasta los de mayor radicalismo izquierdista, siempre, naturalmente, a base del mantenimiento del orden social. Por fortuna, están ya lejos aquellos tiempos en que el concepto de República se confundía o se pretendía confundir con los de libertinaje, anarquía y desquiciamiento de todos los órganos del Poder y la autoridad.

En marzo, la Alianza Republicana se declaró a favor de la autonomía de las regiones. También por entonces, un grupo de escritores castellanos entre los que se encontraba Azaña viajó a Barcelona invitado por sus colegas catalanes. El motivo era recibir la gratitud por el apoyo que habían brindado a la lengua catalana durante la Dictadura. Durante la visita, Azaña pronunció un discurso muy del agrado de los nacionalistas catalanes, pues dijo que Cataluña tenía derecho al autogobierno y que, si algún día quisiera «remar sola en su navío», habría que permitirlo. Se trataba de un claro apoyo a la posibilidad de secesión. Durante esta época, Acción Republicana seguía sin ser un partido político, sino meramente, una laxa organización política de cuadros.

### Crecimiento y alianzas
La Dictadura había fortalecido al republicanismo, pero hacía falta coordinar a los dispersos grupos existentes. Un primer avance se logró en mayo, cuando la Alianza Republicana y el Partido Radical Socialista firmaron un acuerdo por el que creaban un comité coordinador al que paulatinamente se fueron incorporando otras organizaciones. El 11 de julio la Alianza inició negociaciones con el Partido Socialista Obrero Español (PSOE). En el grupo negociador estuvo nuevamente Azaña. Poco después se unía al acuerdo la Derecha Liberal Republicana de los antiguos monárquicos Niceto Alcalá-Zamora y Miguel Maura. Solo faltaba conseguir el concurso de los nacionalistas catalanes, que desconfiaban del centralismo de Lerroux. Primero Marcelino Domingo y más tarde José Salmerón fueron los encargados de tender puentes con ellos. El resultado fue que los partidos republicanos catalanes aceptaron participar en una reunión a celebrar en San Sebastián el 17 de agosto.
Las discusiones que tuvieron lugar durante la reunión del llamado Pacto de San Sebastián fueron difíciles, sobre todo en lo relativo al nacionalismo catalán. Azaña fue una vez más el representante del Grupo de Acción Republicana, pero llegó tarde a la reunión y no participó en los debates sobre las aspiraciones nacionalistas. Finalmente se alcanzó un vago acuerdo favorable a la autonomía para Cataluña, que hubo de ser extendido a País Vasco y Galicia. También se creó un comité revolucionario que presidió Alcalá-Zamora y del que Azaña formó parte en representación del grupo.

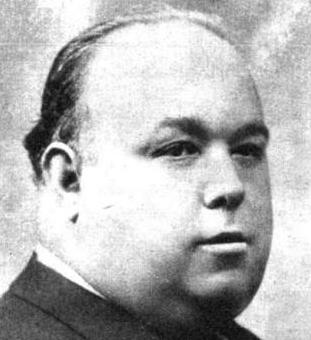
Pedro Rico fue partidario de la participación en las elecciones y se convertiría en alcalde de Madrid.

Por esta época, el crecimiento del grupo, así como el de los partidos republicanos, comenzó a ser muy pronunciado. El 28 de septiembre de 1930 se celebró un gran mitin republicano en la plaza de toros de Madrid ante más de 20 000 personas. Azaña intervino en nombre del Grupo de Acción Republicana, aunque la última intervención correspondió a Lerroux en reconocimiento a la fuerza y antigüedad de su partido. Azaña llamó a ser «hombres, decididos a conquistar el rango de ciudadanos o perecer en el empeño». Junto con Alcalá-Zamora, ambos líderes de la Alianza fueron los principales oradores. El éxito del mitin favoreció que otros políticos monárquicos se pasaran al bando republicano.
Aprovechando el mitin, la Alianza Republicana celebró al día siguiente una asamblea en la que el Partido Radical era predominante y el Grupo de Acción Republicana tenía, todo lo más, un 10 % de los delegados. Se discutió la posible participación en las próximas elecciones. Fue presentada una propuesta que llamaba a la abstención ante los inminentes comicios que pensaba convocar el general Berenguer, con el argumento de que servirían para reforzar la monarquía. Frente a ella, Pedro Rico tuvo una decisiva intervención en la que recordó que los socialistas no se iban a abstener y sostenía que la abstención significaría la desaparición del movimiento si era permanente, y supondría aceptar lo decidido por los monárquicos si era temporal. Finalmente, se decidió que los partidos integrantes de la Alianza decidirían soberanamente el camino a seguir. También se eligió un consejo nacional de 31 miembros en el que había trece del Grupo. La comisión ejecutiva de seis miembros fue paritaria, y contó con Azaña, Giral y Honorato de Castro. Fue durante este período cuando la Alianza desplegó su mayor nivel propagandístico, en contraste con la escasa actividad de las derechas monárquicas.

### El fracaso de la conspiración

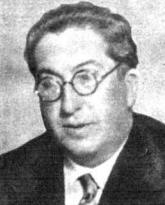
Eduardo Ortega y Gasset abandonó el Grupo antes de la proclamación de la República, en la que tuvo participación destacada.

Las negociaciones entre republicanos y socialistas fueron largas y necesitaron de varias reuniones entre Azaña y Alcalá-Zamora, por un lado, y Julián Besteiro, Largo Caballero y Fernando de los Ríos por otro. El 19 de octubre se alcanzó un definitivo acuerdo con los socialistas, que se unieron al comité revolucionario y se comprometieron a apoyar el planeado pronunciamiento con una huelga general. Poco después, el comité decidió denominarse «gobierno provisional» y hacer un reparto de carteras ministeriales. A Azaña le correspondió la de Guerra, una de las más importantes en caso de que se llegara a implantar la república debido al predominio monárquico en las filas de las fuerzas armadas, la participación de muchos militares en la Dictadura y la existencia de conflictos internos difíciles de resolver. Parece que fue una de las pocas carteras que fueron asignadas en virtud de la presunta capacitación técnica del «ministro», pues Azaña había realizado algunos estudios sobre la política militar de Francia, había visitado los frentes durante la Gran Guerra y había elaborado la ponencia militar del Partido Reformista en su congreso de 1918.
El ahora «gobierno provisional» preparaba la tradicional vía insurreccional. Para ello, mantenía contactos con un comité militar revolucionario presidido por el general Queipo de Llano para preparar el pronunciamiento, pero no tuvo éxito en su intento de ganar la colaboración de la Confederación Nacional del Trabajo (CNT), que planificaba su propia insurrección. Esta se desencadenó entre el 17 y el 20 de noviembre, fue un fracaso y supuso la detención de numerosos militantes anarcosindicalistas. Los republicanos señalaron finalmente el 15 de diciembre como día en el que tendría lugar su alzamiento. Sin embargo, el capitán Galán sublevó prematuramente a la guarnición de Jaca el día 12, rebelión que fue fácilmente sofocada tras causar algunas muertes y que concluyó en el fusilamiento del propio Galán y de su compañero García Hernández. El día 14 fueron detenidos la mayor parte de los miembros del comité revolucionario, los militares conspiradores no se atrevieron a actuar y los socialistas no convocaron la huelga general en Madrid. Sin embargo, los fusilamientos de Galán y García, convertidos en mártires, hicieron mucho más daño a la Monarquía que la ineficaz insurrección.
Azaña evitó la prisión escondiéndose en casa de su suegro, donde permaneció aislado varios meses y sin mantener contacto alguno con sus compañeros. No se conoce actividad del Grupo de Acción Republicana durante este tiempo, con la excepción de una reunión del grupo de Madrid celebrada el 10 de febrero de 1931 que ratificó –a posteriori— la decisión de los republicanos de no participar en las elecciones. Sin embargo, los miembros del «Gobierno provisional» encarcelados continuaron conspirando desde prisión, pues el movimiento republicano no había perdido apoyo popular. La negativa de este a tomar parte en el proceso electoral provocó finalmente la dimisión del general Berenguer el 14 de febrero de 1931.

## La proclamación de la República

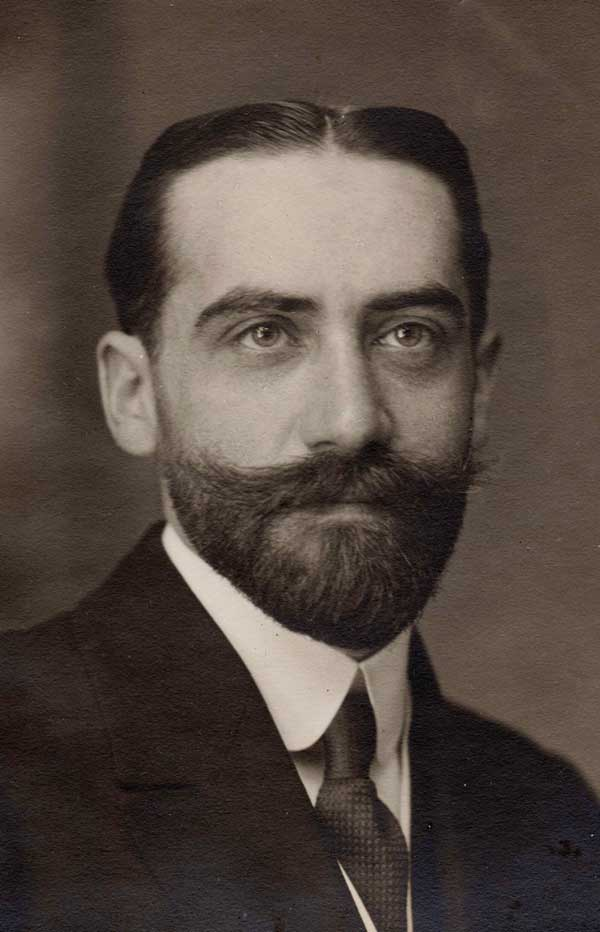
Amós Salvador llevó consigo a AR a gran parte de los miembros del Partido Liberal de Logroño.

La desesperación del régimen quedó patente en el hecho de que Alfonso XIII intentara encargar la formación de nuevo gobierno al liberal Santiago Alba, que había sido objeto de enconados ataques por la Dictadura. Este, exiliado en París, rehusó. Entonces el monarca ofreció el cargo a Sánchez Guerra, que había encabezado un pronunciamiento contra Primo de Rivera. El veterano político conservador visitó a los miembros del comité republicano en su prisión y les ofreció participar en el gabinete, pero aquellos se negaron a cualquier colaboración con la Monarquía. Finalmente, el rey nombró jefe de gobierno al almirante Aznar. La visita de Sánchez-Guerra al comité encarcelado fue interpretada como constatación de la debilidad del régimen y triunfo de los republicanos, como el mismo Azaña afirmó en un artículo publicado en La Tierra el 2 de abril.
El 23 de marzo de 1931, los miembros del comité encarcelados fueron condenados a una reducida pena de seis meses y un día de prisión y puestos en libertad, lo que todavía perjudicó más al gobierno monárquico. Aznar propuso celebrar primero unas elecciones municipales el 12 de abril y republicanos y socialistas aceptaron participar en ellas. El régimen de Primo de Rivera había quebrantado a los partidos Conservador y Liberal, sostenes del régimen de la Restauración durante décadas, aunque los caciques todavía conservaban su influencia en el campo. Por otro lado, la caída de la Dictadura había revitalizado el republicanismo, que había sido tradicionalmente débil. El mismo día 10 de abril, Azaña manifestaba a Solidaridad Obrera su confianza en que el inminente triunfo de la Conjunción Republicano-Socialista provocaría un «alzamiento nacional» y su escepticismo respecto a la posibilidad de que el rey dimitiera.
Es difícil valorar la presencia que Acción Republicana tenía dentro de la coalición, pues solo se conocen datos fragmentarios. En Madrid, tres de los treinta candidatos eran de la agrupación: Honorato de Castro, el médico Fernando Coca y el abogado Pedro Rico. En Alicante también ocupó tres de las veintinueve candidaturas, que triunfaron totalmente. Sin embargo, no tuvo representación en Valencia debido a que no se había constituido una sección local del grupo. Más fuerte fue su posición en Logroño debido a que había heredado casi toda la organización local del Partido Liberal debido al paso a sus filas de su líder Amós Salvador. Gracias a ello ocupó cinco de los veinte puestos: el catedrático Benigno Marroyo, el empresario Bernabé Bergasa, y los ingenieros Manuel Sánchez Herrero, Bonifacio Fernández Torralba y Amadeo Navascués. Todos ellos fueron elegidos.
Las elecciones dieron una clara victoria a la conjunción republicano-socialista en la mayoría de las grandes ciudades, un triunfo que no fue compensado por la victoria de los monárquicos en las zonas rurales. El Gobierno aceptó el resultado como un plebiscito y no recurrió al uso de la fuerza. Además, el general Sanjurjo, director de la Guardia Civil, dijo que no podía garantizar la fidelidad del cuerpo. Ante la pasividad gubernamental, el comité revolucionario ocupó el Ministerio de la Gobernación y proclamó la República sin que hubiera ningún tipo de transmisión de poderes ni fuera necesaria violencia alguna. La noche del 14 de abril, el comité compareció en el balcón transformado ahora sí en auténtico gobierno provisional. A las 23:00 horas, Azaña tomó posesión del Ministerio de la Guerra, confirmando en su cargo al subsecretario general Ruiz Fornells, que fue quien salió a recibirle.

## En el Gobierno provisional

### La reforma militar
La misma noche del 14 al 15 de abril, Azaña envió un telegrama a todas las guarniciones comunicando que se hacía cargo del Ministerio del Ejército, nuevo nombre del Ministerio de la Guerra. En su primer acto oficial como ministro —el fin del curso de capitanes de la Escuela Central de Tiro— pronunció un discurso en el que afirmó que a ningún militar se le preguntaría por sus convicciones y anunció su intención de reformar el Ejército para convertirlo en un arma eficaz. Un decreto de la Presidencia del gobierno derogó la Ley de Jurisdicciones de 23 de marzo de 1906; también se procedió a nombrar capitanes generales y mandos al frente de las distintas divisiones.
El Grupo de Acción Republicana solo tenía un ministro, pero la actuación de Azaña al frente del Ministerio del Ejército fue una de las más destacadas del Gobierno provisional. El nuevo ministro estaba interesado en los temas militares desde hacía años y pretendía reformar el Ejército para prepararlo para enfrentarse a cualquier enemigo extranjero. Una de sus primeras medidas fue simbólica: un decreto de 22 de abril de 1931 otorgaba a todos los militares un plazo de cuatro días para prestar juramento de lealtad a la República o abandonar las fuerzas armadas. Aunque fueron pocos los militares que optaron por el retiro, fueron más los que se sintieron ofendidos por la exigencia. La prensa conservadora difundió el rumor de que aquellos que no prometieran fidelidad a la República serían expulsados del Ejército. En realidad, lo que se hizo fue pasarlos a la reserva con el sueldo correspondiente.
De mayor calado fue el decreto del 25 de abril que pretendía abordar el problema de exceso de jefes y oficiales que padecía el Ejército desde mucho tiempo atrás y que sería conocido como la ley Azaña. La solución del ministro fue ofrecer el pase a la reserva, manteniendo el sueldo íntegro, a todos los mandos que lo solicitaran. Más de ocho mil militares optaron por este retiro. Pese a la voluntariedad de la solución, la norma fue polémica. El decreto decía que, al cabo de treinta días, cualquier oficial excedente que no se hubiera acogido a la medida voluntariamente podía perder su rango sin recibir ninguna compensación. Aunque la amenaza nunca se llevó a la práctica, muchos militares se sintieron presionados por tener que tomar una decisión trascendente en un plazo breve. Por otro lado, los republicanos que deseaban purgar las fuerzas armadas criticaron que no se aprovechara la ocasión para librarse de mandos desafectos a la República.
Azaña tampoco supo ganarse a militares de relieve. En abril trascendió que el ministro de la Gobernación, Miguel Maura, le había sugerido que nombrase al general Franco alto comisario en Marruecos. Sin embargo, el ministro prefirió optar por el general Sanjurjo para el puesto. Otras medidas polémicas fueron la supresión del rango de teniente general y la de las capitanías generales. En general, la política de Azaña era reformista y no revolucionaria, pero la forma de llevarla a cabo hirió la sensibilidad de los militares. Incluso aquellos que compartían la opinión de que sobraba personal se sentían incómodos con tan drástica reducción de la oficialidad. Además, el ministro tendía a dejarse asesorar por militares que simpatizaban con la República en vez de por militares de mayor rango y prestigio, lo que molestaba a la mayoría de la oficialidad. Ese grupo de colaboradores, en el que se encontraban los comandantes Hernández Saravia y Menéndez López fue conocido despectivamente como el «gabinete negro».
El malestar en las Fuerzas Armadas se vio acentuado por la «campaña de responsabilidades». Este era un tema que coleaba desde antes de la implantación de la Dictadura, pero el Gobierno provisional añadió hechos sucedidos durante los gobiernos de Primo de Rivera y Berenguer. Muerto el primero, el segundo era la víctima propiciatoria. El 17 de abril fue arrestado Berenguer; el 21 lo fue el general Mola por su actuación como director general de Seguridad. Aunque no fueron muchos los afectados y la campaña ayudó a mantener el fervor popular republicano, a la larga se cobró un alto precio al crear la imagen de una República vengativa.

### La quema de conventos de mayo
El anticlericalismo de los republicanos iba a provocar unos sucesos que serían de gran trascendencia. El domingo 10 de mayo se produjeron incidentes con motivo de una reunión monárquica. Simpatizantes republicanos se enfrentaron a los monárquicos y, muchos de ellos, intentaron asaltar la sede del diario monárquico ABC. La Guardia Civil impidió el ataque, pero al coste de causar la muerte de dos de los agresores. El ministro de la Gobernación, Miguel Maura, recibió informes de que miembros extremistas del Ateneo estaban distribuyendo listas de iglesias que querían quemar al siguiente día. A pesar de una petición de Maura, Azaña, que era directivo del Ateneo, se negó a hablar con los radicales. El día 11 se produjo una organizada quema de conventos en la capital. Algunos simpatizantes republicanos —entre ellos Cipriano Rivas Cherif, cuñado de Azaña y miembro del Grupo de Acción Republicana— festejaron el hecho y el Gobierno provisional permaneció pasivo. En realidad, en el seno del Consejo de Ministros hubo un fuerte debate al respecto. Maura propuso usar a la Guardia Civil para acabar con los incendios provocados. Sin embargo, Azaña encabezó una dura oposición a tal medida y llegó a afirmar que todos los conventos de Madrid no valían la vida de un republicano. El ministro del Ejército amenazó con dimitir si las fuerzas del orden causaban un solo herido. Tras largas vacilaciones, el Gobierno optó por declarar el estado de guerra y sacar el ejército a las calles para restablecer el orden, lo que puso fin a los incendios en Madrid.
El día 12, los asaltos se propagaron a otras localidades de Andalucía y Levante, particularmente a Málaga. Solo el día 15 cesaron los pirómanos en su actividad. Un centenar de edificios habían sido afectados, y en varias poblaciones, los frailes y las monjas habían abandonado sus conventos atemorizados por la explosión anticlerical. Las consecuencias serían muy negativas para la imagen del nuevo régimen. Según palabras del presidente Alcalá-Zamora «le crearon enemigos que no tenía; quebrantaron la solidez compacta de su asiento; mancharon su crédito hasta entonces diáfano e ilimitado». La nota de protesta que el cardenal Vidal y Barraquer elevó al presidente el día 17 iba en el mismo sentido: «hechos de esta índole... disminuyen la confianza que a un numeroso sector de católicos había inspirado la actuación discreta del Gobierno en muchas de sus primeras disposiciones».
Pocos días después, el Consejo de Ministros debatió la posibilidad de expulsar de España a la Compañía de Jesús. Azaña, junto a los radicales socialistas Álvaro de Albornoz y Marcelino Domingo y al socialista Fernando de los Ríos, era partidario de proceder a la expulsión en ese momento, con el argumento de no tener que hacerlo más tarde presionados por nuevos asaltos a conventos. Pese a su opinión, la medida no fue adoptada.

## Transformación en partido

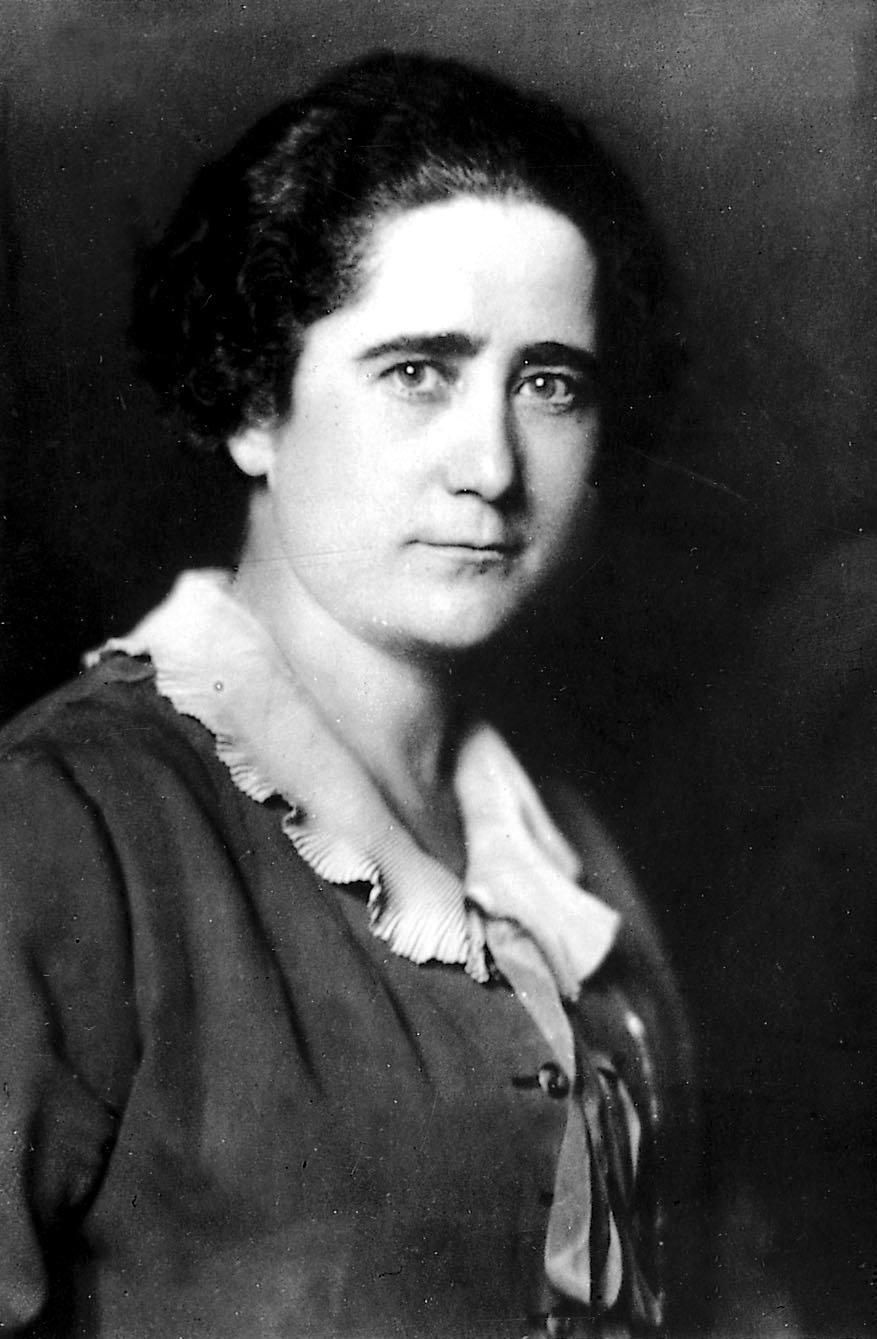
Clara Campoamor fue la única mujer que formó parte del consejo nacional del nuevo partido Acción Republicana.

Hasta la llegada de la República, el Grupo de Acción Republicana se había limitado a ser una plataforma de respaldo del Partido Radical de Lerroux dentro de la Alianza Republicana. El tránsito a la república, que era su objetivo, se había conseguido con rapidez y sin protagonismo de la agrupación. Cumplido el objetivo de cambio de régimen, el grupo, que recibía constantemente nuevas adhesiones, debía decidir si se disolvía o se organizaba como partido político. A favor de la primera opción estaba el hecho de que ya existían dos partidos republicanos más sólidos como eran el Radical y el Radical Socialista. A favor de la segunda, la clara determinación mantenida por Azaña y Giral a favor de la independencia del grupo. En caso de reestructurarse, no solo debía elegir dirigentes —lo que suponía un cambio sustancial respecto a su anterior trayectoria— sino que debía optar por un programa político abandonando esa indefinición de la que había hablado el grupo de Murcia. Tras consultar a los otros grupos de España, el día 19 de mayo se reunió el grupo de Madrid bajo la inicial presidencia de Giral, quien la cedió a Azaña. Los reunidos decidieron que el grupo debía «constituirse en partido con orientación izquierdista». Al efecto, eligieron un consejo nacional provisional encargado de preparar la primera asamblea nacional del partido.
El consejo provisional estaba integrado por Azaña, Giral, Pedro Rico, José Serrano Batanero, Manuel Martínez Risco, José Royo Gómez, Honorato de Castro, Hipólito Rodríguez Pinilla, Luis Fernández Clérigo, Luis Doporto, Clara Campoamor y Amós Salvador.
La asamblea nacional se celebró los días 26 y 27 de mayo en Madrid y sus debates fueron presididos por Azaña. El nuevo partido Acción Republicana se definía como partido de izquierdas y proclamaba los siguientes objetivos: la democracia parlamentaria, la autonomía municipal, el reconocimiento jurídico de las regiones, el pacifismo, la reducción del Ejército, la desgravación fiscal del trabajo, los impuestos progresivos sobre la renta y el patrimonio, el laicismo del Estado, la secularización de las órdenes religiosas, el monopolio estatal de la educación, el reconocimiento de la función social de la propiedad, la aprobación del divorcio, la asistencia social y la reforma agraria. El programa tenía mucha similitud con el del Partido Radical Socialista, si bien omitía cualquier referencia a la igualdad de sexos y tenía menor retórica relativa al control popular del aparato del Estado. En el nuevo consejo nacional había una mujer: Clara Campoamor, quien sin embargo abandonó pronto el partido. También se expresaba la voluntad de exigir la responsabilidad de los gobiernos de la Monarquía y de esta misma. Se mantenía el compromiso con la Alianza Republicana y se reafirmaba la intención de colaborar con los socialistas. Por consiguiente, se pronunciaba a favor de mantener la Conjunción Republicano-Socialista de cara a las elecciones a Cortes constituyentes.

## Trascendencia
El Grupo de Acción Republicana no fue una fuerza política importante durante la Dictadura. El propio Azaña dijo más tarde, que no pasó de ser «una tertulia de Ateneo, compuesta de profesores, de escritores». Su principal aportación durante esta época fue servir de aglutinante y revitalizador de la fragmentada y desprestigiada oposición republicana. A través de la Alianza Republicana apoyó las distintas conspiraciones cívico-militares que se maquinaron contra la Dictadura, pero tuvo un papel claramente subordinado frente a políticos abiertamente monárquicos o «constitucionalistas» que llevaron el peso de su organización. Fue la caída del dictador la que propició que el Grupo comenzara a actuar con personalidad propia. El historiador Stanley G. Payne considera que fue una agrupación dirigida por intelectuales y profesionales más jóvenes que los de los viejos partidos republicanos, y que proponía una república más «radical e izquierdista» que la que propugnaba el viejo Partido Radical.
La proclamación de la República y la entrada en el Gobierno provisional reveló a Azaña como uno de los ministros más destacados. Su reforma militar fue muy elogiada ya en su momento por el filósofo José Ortega y Gasset. Sin embargo, la resistencia del ministro del Ejército a que el Gobierno combatiera la quema de conventos de mayo influyó decisivamente en la postura pasiva del ejecutivo y propició la destrucción de patrimonio eclesiástico. El hecho acabaría teniendo consecuencias desastrosas para la República, como escribió después el entonces jefe del gobierno Alcalá-Zamora. El historiador Hugh Thomas valora el suceso diciendo que «evidentemente había caído una mancha sobre el historial de la República», mientras que el citado Payne califica el comportamiento del Gobierno como «espasmódico», al no saber adoptar unas medidas prudentes al principio y reaccionar después exageradamente.
El Grupo daría lugar a un partido de Acción Republicana que, aunque de pequeño tamaño, jugó un importante papel en los gobiernos de coalición del primer bienio del nuevo régimen y acabó siendo el núcleo de Izquierda Republicana. En general Acción Republicana, ha sido considerado como un grupo de élite compuesto por intelectuales cualificados. Una de sus principales aportaciones a la política española fue la de su líder indiscutible, Manuel Azaña, quien llegaría a presidir primero el gobierno y más tarde la República. Su autoridad dentro de la formación política proporcionó a esta una gran cohesión a pesar de la diversidad ideológica interna, lo que reforzó al partido.